# 多度志站

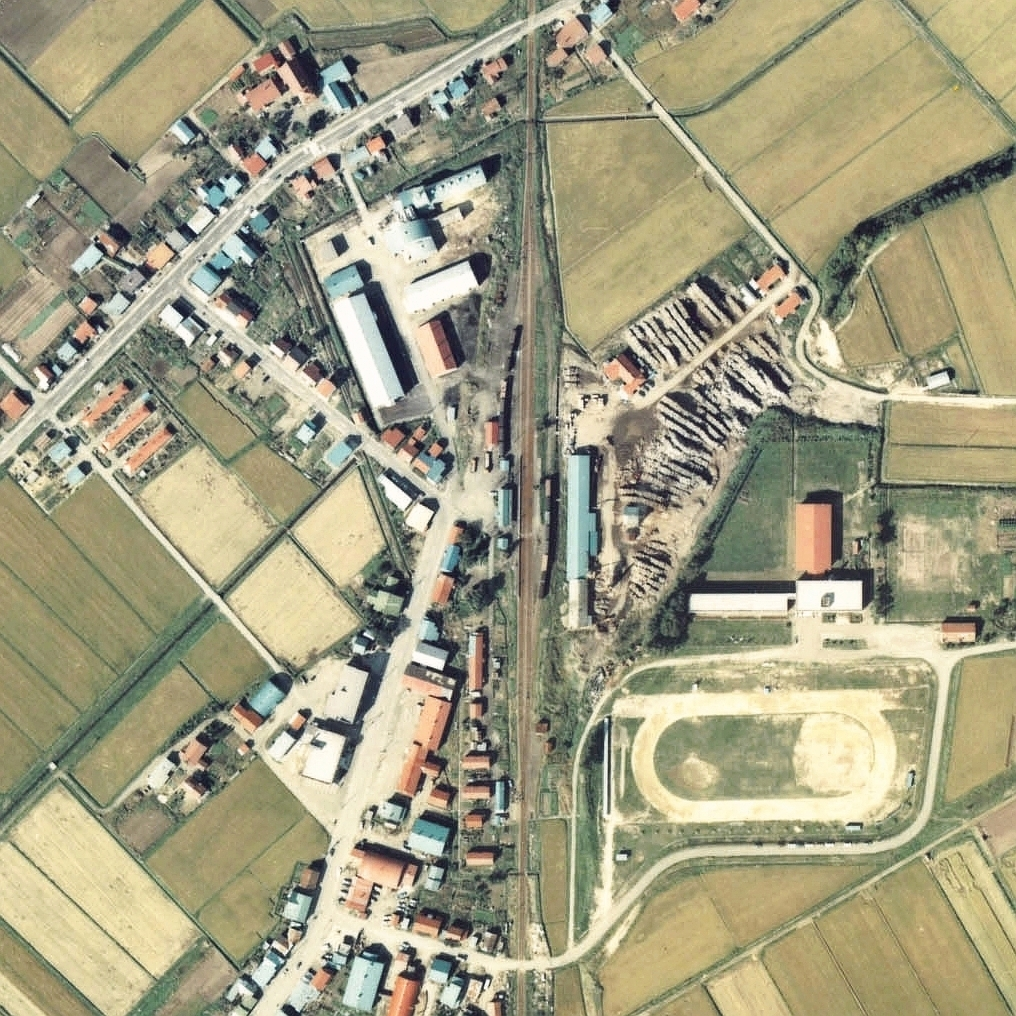
1977年的多度志站與方圓約500米範圍。上方是朱鞠內方向。車站後方設有堆場，堆了很多木頭。圖中可看見副本線和車站旁邊的引込線，停迫了DE10/15機車。

多度志站（日语：／ Tadoshi eki */?）是位於北海道深川市多度志町多度志，北海道旅客鐵道（JR北海道）的深名線車站（廢站）。隨著深名線廢線，車站在1995年（平成7年）9月4日廢除。

## 歷史
- 1924年（大正13年）10月25日 - 鐵道省雨龍線深川站至此站之間開通，此站啟用[2]。當時為一般車站[1]。
- 1926年（大正15年）11月10日 - 此站至鷹泊站之間開通，成為中途車站。
- 1931年（昭和6年）10月10日 - 改線改名為幌加內線，成為幌加內線車站。
- 1941年（昭和16年）10月10日 - 改線改名為深名線，成為深名線車站。
- 1949年（昭和24年）6月1日 - 日本國有鐵道成立，成為日本國有鐵道車站。
- 1982年（昭和57年）11月1日 - 結束處理貨物[1]。
- 1984年（昭和59年）
  - 2月1日 - 結束處理行李[1]。
  - 11月10日 - 成為無人車站[3]。
- 1987年（昭和62年）4月1日 - 伴隨國鐵分割民營化，車站由北海道旅客鐵道（JR北海道）營運。
- 1995年（平成7年）9月4日 - 深名線全線廢除，此站也廢除。

## 車站構造
截至車站廢除前，車站是一座地面車站，設有1面1線的單式月台。月台位於路軌西邊（名寄方向的列車會開啟左邊車門）。在本線靠近名寄一方設有分支，連接車站大樓北邊的舊貨物月台（缺角式月台）與一條側線。曾經站內設有2面2線的混合式月台（單式月台、島式月台（只使用單邊）），當時可進行列車交會。車站大樓一方的月台南邊與對面月台南邊之間設有站內平交道。車站大樓旁邊為（西邊）下行線，對面為（東邊）上行線。此外，在島式月台外邊設有1條側線。交會設備，部分路軌變成側線，於1993年（平成5年）前撤走。月台前後轉轍器處的路軌是彎曲的。
此站是無人車站，於有人車站時代還有車站大樓。車站大樓位於站內西邊，鄰接月台中央部分。在無人化前，車站大樓候車室的一部分被隔開，存放了一架除雪機。在有人站時代，車站職員會在大樓內放置漫畫和展示拋光的石頭。

## 站名的由來
車站名稱取自地名。地方名「多度志」源自阿伊努語的「タッウシナイ（tat-us-nay）」，其意思是白樺、群生、河流。

## 使用狀況
- 在1981年度（昭和56年度），1日的上下車人次為129人[5]。
- 在1992年度（平成4年度），1日的上下車人次為104人[4]。

## 車站周邊
車站與多度志的村落有一段距離。
- 國道275號（空知國道）
- 北海道道429號多度志停車場線
- 北海道道98號旭川多度志線（日语：北海道道98号旭川多度志線）
- 北海道道281號深川多度志線（日语：北海道道281号深川多度志線）
- 深川市政廳多度志分所
- 多度志郵局
- 多度志中學(關校)
- 多度志小學
- 雨龍川[7]
- 多度志川[7]
- JR北海道巴士深名線（日语：深名線 (ジェイ・アール北海道バス)）「彌榮」巴士站
  - 步行2分鐘，於一乘寺前的國道275號上。「多度志」巴士站是位於步行約4分鐘的多度志小學前。
- 空知中央巴士（日语：空知中央バス）、沼田町營巴士「多度志」巴士站
  - 位於車站遺址附近。

## 現況
在廢站後，車站大樓與月台還保留。在1998年（平成10年）秋天拆毀，車站場地被夷為平地。截至2000年（平成12年），車站遺址預定成為工場用地，但是後來還是空地。截至2010年（平成22年），繼續為一個空地，車站遺址的附近一棵大樹還留著。截至2011年（平成23年）也是同樣，站內還有數條枕木。

## 相鄰車站
北海道旅客鐵道（JR北海道）
深名線
上多度志－多度志－宇摩

## 注腳
1. 1 2 3 4  石野哲（編）. . JTB. 1998: 845–846. ISBN 978-4-533-02980-6 （日语）.
2. 1 2   第1版. 札幌市: 日本国有鉄道北海道総局. 1973-3-25: 112. ASIN B000J9RBUY （日语）.
3. ↑  . 鐵道公報 (日本國有鐵道總裁室文書課). 1984-11-09: 1 （日语）.
4. 1 2 3 4 5  書籍《JR・私鉄全線各駅停車1 北海道630駅》（小學館，1993年6月發行）74頁。
5. 1 2 3 4 5 6 7  書籍《国鉄全線各駅停車1 北海道690駅》（小學館，1983年7月發行）204頁。
6. ↑   (PDF). アイヌ語地名リスト. 北海道 環境生活部 アイヌ政策推進室. 2007  [2019-03-24]. （原始内容存档 (PDF)于2018-04-17） （日语）.
7. 1 2  書籍《北海道道路地図 改訂版》（地勢堂，1980年3月發行）9頁。
8. ↑  書籍《鉄道廃線跡を歩くVII》（JTB出版，2000年1月發行）34頁。
9. ↑  書籍《新 鉄道廃線跡を歩く1 北海道・北東北編》（JTB出版，2010年4月發行）40頁。
10. ↑  書籍《北海道の鉄道廃線跡》（著：本久公洋，北海道新聞社，2011年9月發行）174-175頁。